# غيوم جيليه
غيوم جيليه (9 مارس 1984 بلييج في بلجيكا - ) هو لاعب كرة قدم بلجيكي في مركز الظهير. شارك مع منتخب بلجيكا تحت 21 سنة لكرة القدم ومنتخب بلجيكا لكرة القدم. أما مع النوادي، فقد لعب مع نادي باستيا ونادي رويال أندرلخت ونادي غينت ونادي لييج ونادي نانت ونادي يوبين ونادي سي إس فيزيه.

## مسيرته الكروية
لعب غيوم جيليه خلال مسيرته الاحترافية مع 9 أندية في واحد وعشرون موسمًا وسجل خلالها 84 هدفًا ضمن 550 مباراة. حيث فاز في موسم واحد بالكأس وفي أربعة مواسم بالدوري.
خاض غيوم جيليه مسيرته مع نادي لييج في موسم 2002–03 ولمدة موسمين، مشاركًا في 32 مباراة سجل خلالها هدفين. ثم انتقل إلى نادي سي إس فيزيه في موسم 2004–05 لمدة موسم واحد، حيث شارك في 33 مباراة سجل خلالها 4 أهداف. لينتقل بعدها إلى نادي يوبين في موسم 2005–06 لمدة موسم واحد، مشاركًا في 32 مباراة سجل خلالها 16 هدفًا. ثم انتقل إلى نادي غينت في موسم 2006–07 ولمدة موسمين، مشاركًا في 45 مباراة سجل خلالها 4 أهداف. هذا وانتقل لاحقًا إلى نادي رويال أندرلخت في موسم 2007–08 ليلعب معه ثمانية مواسم، مشاركًا في 248 مباراة سجل خلالها 48 هدفًا. ثم انتقل بعدها إلى نادي باستيا في موسم 2014–15 لمدة موسم واحد، مشاركًا في 38 مباراة سجل خلالها هدفين. ليعود وينتقل من جديد، لكن هذه المرة إلى نادي نانت في موسم 2015–16 واستمر معه طيلة ثلاثة مواسم، مشاركًا في 58 مباراة سجل خلالها 4 أهداف. لينتقل بعدها إلى نادي أولمبياكوس في موسم 2017–18 لمدة موسم واحد، مشاركًا في 16 مباراة سجل خلالها هدفًا واحدًا. ثم لعب في نادي لانس في موسم 2018–19 ولمدة موسمين، مشاركًا في 48 مباراة سجل خلالها 3 أهداف.

## وصلات خارجية
- غيوم جيليه على موقع الاتحاد الدولي (مؤرشف)  (الإنجليزية)
- غيوم جيليه على موقع الاتحاد البلجيكي (الإنجليزية)
- غيوم جيليه على موقع قاعدة بيانات كرة القدم.إي يو (الإنجليزية)
- غيوم جيليه على موقع ناشيونال فوتبول تيمز (الإنجليزية)
- غيوم جيليه على موقع Soccerway.com (الإنجليزية)
- غيوم جيليه على موقع عالم كرة القدم.نت (الإنجليزية)